# 佩拉赫
佩拉赫（德語：Perach，發音：[ˈpeːʁax]）是德国巴伐利亚州上巴伐利亚行政区旧厄廷县的市镇，面积14.13平方千米，2023年12月31日人口为1,332人。